# Rosemarie Dexter
Rosemarie Dexter, talvolta accreditata anche come Rosemary Dexter (Quetta, 19 luglio 1944 – Recanati, 8 settembre 2010), è stata un'attrice britannica naturalizzata italiana, di origine pakistana.

## Biografia
Giunta in Italia alla fine degli anni 50 dal Pakistan, dove era nata nel 1944 da padre britannico e madre anglo-birmana, nei primi anni 60 intraprese la carriera di attrice sottoponendosi ad alcuni provini, che la portarono al debutto nel 1963 in Omicron di Ugo Gregoretti, al fianco di Renato Salvatori.
È dell'anno seguente la sua interpretazione di Giulietta nel film Romeo e Giulietta (1964) di Riccardo Freda. L'opera non ebbe il successo sperato, eppure da qui in avanti la giovane attrice, «assai graziosa, fotogenica, perfezionista, soffice come una nuvola», iniziò a inanellare ruoli su ruoli, a cominciare dalla partecipazione a Casanova '70 (1965) di Mario Monicelli, in cui recitò al fianco di Marcello Mastroianni, Michèle Mercier, Virna Lisi e Marisa Mell, e l'interpretazione della sorella di Mortimer in Per qualche dollaro in più (1965) di Sergio Leone.
Alternò parti da protagonista ad altre da comprimaria, ma facendosi sempre apprezzare per la sua professionalità. Nella fase iniziale della carriera le vennero affidati perlopiù i ruoli di «fidanzatine scaltre e irriverenti», mentre fu intorno al biennio 1968-1969 che ottenne i ruoli potenzialmente a lei più congeniali, come ne Il sesso degli angeli di Ugo Liberatore o in Violenza al sole - Una estate in quattro di Florestano Vancini, in cui poté esibire «un corpo perfetto, un fisico da dannazione», talvolta con declinazioni un po' torbide. Frattanto, nel 1966 fu interprete insieme a Dany París dello spettacolo teatrale L'isola: commedia in due tempi messo in scena da Fabio Mauri.
Nella prima metà degli anni 70 continuò a lavorare freneticamente anche in varie produzioni internazionali grazie alla sua conoscenza delle lingue, pur se non riuscì più a ottenere copioni all'altezza delle sue doti recitative. Dopo una carriera piuttosto intensa, con una trentina di film nello spazio di appena dodici anni, nel febbraio 1975 posò senza veli per l'edizione italiana di Playboy. Nello stesso anno, con la sua fama che stava cominciando a scemare, a soli 32 anni si ritirò a vita privata.
Trascorse l'ultimo periodo della sua vita in completo anonimato a Recanati, ospite dei conti Leopardi con cui aveva stabilito una duratura amicizia. Colpita da grave malattia, il 9 settembre 2010 venne trovata priva di vita nella casa dove viveva da qualche tempo: il decesso fu fatto risalire a due o tre giorni prima del suo ritrovamento. Il corpo della Dexter venne cremato secondo le sue volontà, e le ceneri furono disperse.

## Filmografia

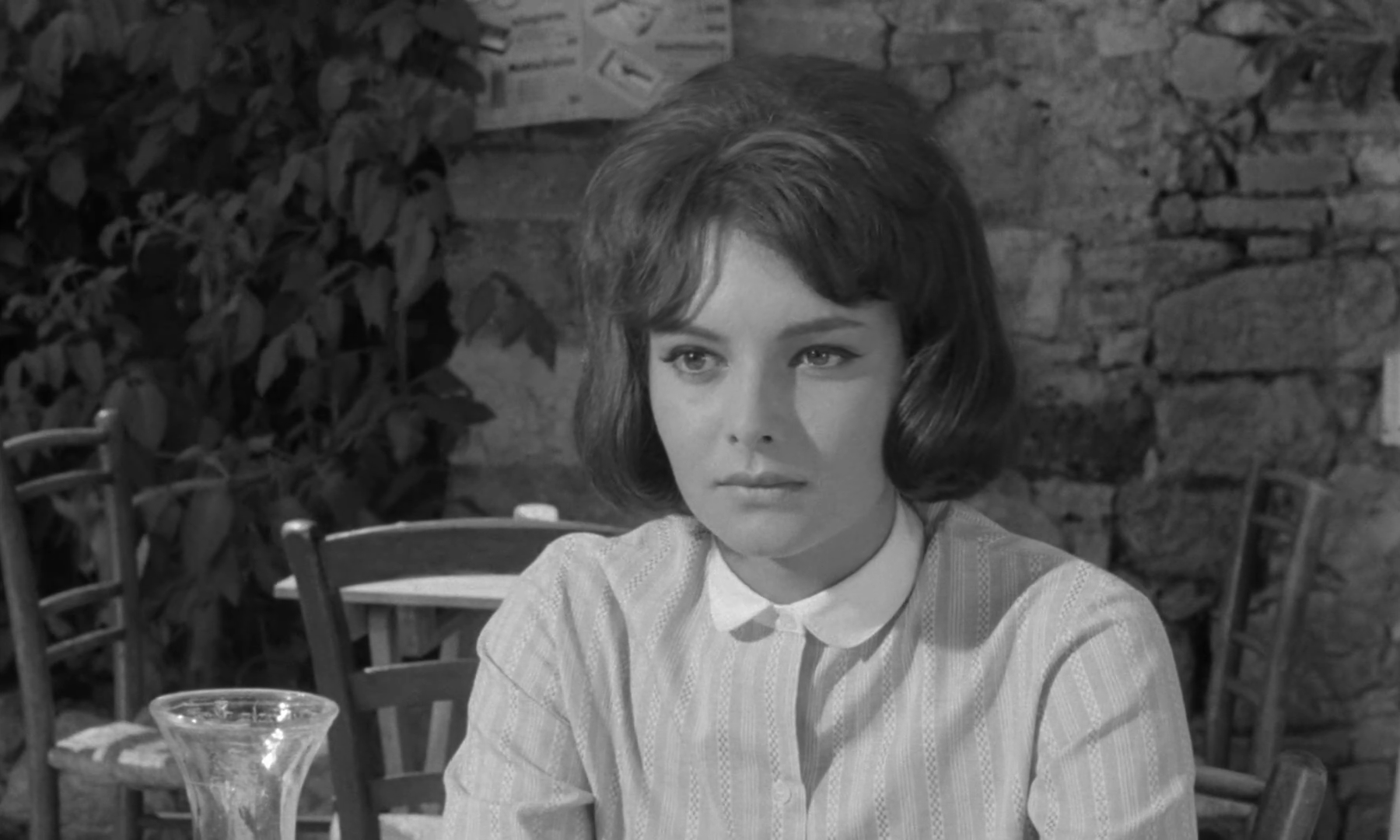
Rosemarie Dexter in Desideri d'estate (1964)

- Omicron, regia di Ugo Gregoretti (1963)
- Oltraggio al pudore, regia di Silvio Amadio (1964)
- Desideri d'estate, regia di Silvio Amadio (1964)
- Romeo e Giulietta, regia di Riccardo Freda (1964)
- Casanova '70, regia di Mario Monicelli (1965)
- Altissima pressione, regia di Enzo Trapani (1965)
- Per qualche dollaro in più, regia di Sergio Leone (1965)
- Un uomo a metà, regia di Vittorio De Seta (1966)
- Gente d'onore, regia di Folco Lulli (1967)
- Per amore... per magia..., regia di Duccio Tessari (1967)
- El Desperado, regia di Franco Rossetti (1967)
- Il sesso degli angeli, regia di Ugo Liberatore (1968)
- Il castello di carte (House of Cards), regia di John Guillermin (1968)
- L'uomo venuto dal Kremlino (The Shoes of the Fisherman), regia di Michael Anderson (1968)
- Justine, ovvero le disavventure della virtù (Marquis de Sade: Justine), regia di Jesús Franco (1969)
- I quattro del pater noster, regia di Ruggero Deodato (1969)
- La mafia lo chiamava il Santo ma era un castigo di Dio (Vendetta for the Saint), regia di Jim O'Connolly (1969)
- Violenza al sole - Una estate in quattro, regia di Florestano Vancini (1969)
- Mio Mao - Fatiche ed avventure di alcuni giovani occidentali per introdurre il vizio in Cina, regia di Nicolò Ferrari (1970)
- Rapporto a tre (Cometogether), regia di Saul Swimmer (1971)
- Mazzabubù... Quante corna stanno quaggiù?, regia di Mariano Laurenti (1971)
- I figli chiedono perché, regia di Nino Zanchin (1972)
- L'occhio nel labirinto, regia di Mario Caiano (1972)
- L'ultimo uomo di Sara, regia di Maria Virginia Onorato (1973)
- Sette ore di violenza per una soluzione imprevista, regia di Michele Massimo Tarantini (1973)
- Mio Dio, come sono caduta in basso!, regia di Luigi Comencini (1974)
- La minorenne, regia di Silvio Amadio (1974)
- Catene, regia di Silvio Amadio (1974)
- Povero Cristo, regia di Pier Carpi (1975)

## Teatro
- L'isola: commedia in due tempi, regia Fabio Mauri (1966)

## Doppiatrici
- Vittoria Febbi in L'uomo venuto dal Kremlino, L'ultimo uomo di Sara, Sette ore di violenza per una soluzione imprevista, Povero Cristo
- Maria Pia Di Meo in Romeo e Giulietta
- Fiorella Betti in El Desperado
- Mirella Pace in Gente d'onore